# Saudiarabisk rial
Saudiarabisk rial eller riyal (SR - Riyāl suʿūdī) är den valuta som används i Saudiarabien. Valutakoden är SAR. 1 rial = (20 qirsh) = 100 hallalah. 
Valutans underenhet hallalah infördes först 1963, jämfört med huvudenheten riyal som funnits i Arabien under lång tid och redan under Hijazdynastin. Hallalahs värde är en hundradel av SAR, precis som örens värde jämfört med kronor. 
Valutan har en fast växelkurs till kursen 0,27 US dollar (USD), det vill säga 1 SAR = 0,27 USD och 1 USD = 3,75 SAR

## Användning
Valutan ges ut av Saudi Arabian Monetary Agency - SAMA som grundades 1952 och har huvudkontoret i Riyadh.

## Valörer
- mynt: inga rialmynt
- underenhet: 5, 10, 25, 50 och 100 hallalahs
- sedlar: 1, 5, 10, 50, 100 och 500 SAR